# سیارک ۲۵۶۳۹
سیارک ۲۵۶۳۹ (به انگلیسی: 25639 Fedina، نامگذاری:2000AV64)۲۵۶۳۹مین سیارک کشف شده‌است که در ۰۴ ژانویه ۲۰۰۰ کشف شد.